# Silveira marshalli
Silveira marshalli är en insektsart som först beskrevs av Mclachlan 1902.  Silveira marshalli ingår i släktet Silveira och familjen Psychopsidae. Inga underarter finns listade i Catalogue of Life.